# Bordiana
Bordiana (IPA: /borˈdjana/) è una frazione del comune di Caldes in provincia autonoma di Trento.

## Monumenti e luoghi d'interesse

### Architetture religiose
- Chiesa dell'Annunciazione, costruita nel 1719.[2]

### Architetture militari
- Trincee di Bordiana-Bozzana, trincee austro-ungariche della prima guerra mondiale.[3]